# Biomeiler

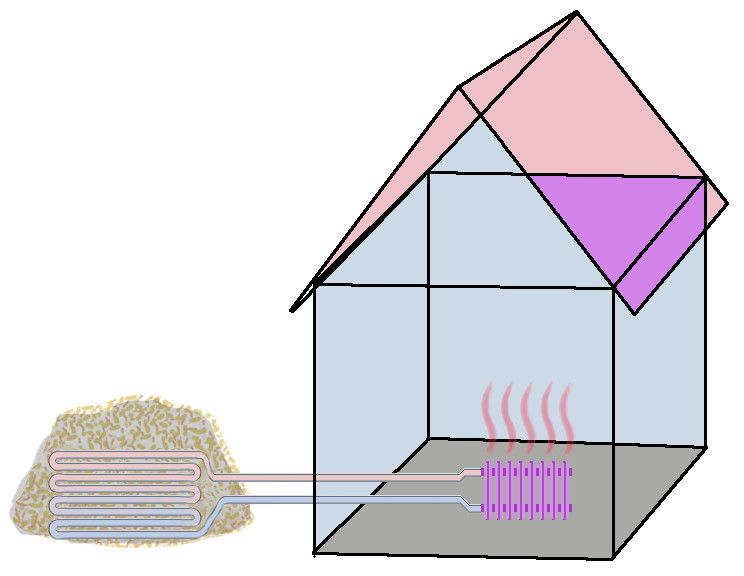
Nutzung der Wärme eines externen Komposthaufens für die Beheizung eines Wohnhauses

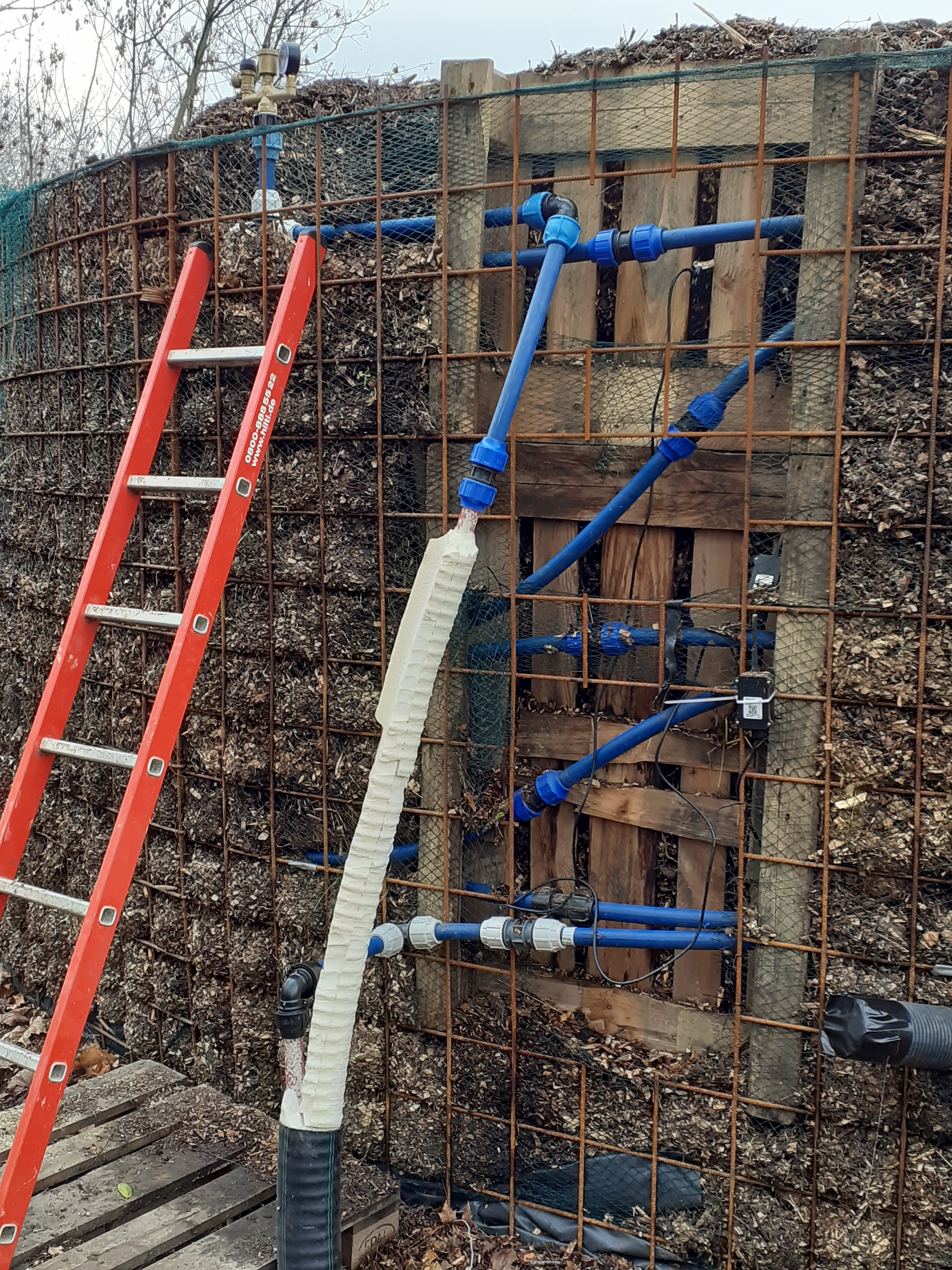
Biomeiler mit unten Wasser Einlauf und oben Rücklauf

Ein Biomeiler (auch Kompostheizung oder Humusheizung) ist eine Anlage zur energetischen Nutzung von Biomasse, vornehmlich zur Erzeugung von Wärme für Heizungszwecke. Dazu wird meist Bioabfall, Heckenschnitt oder zerkleinertes Holz aufgeschichtet und Kunststoffleitungen hindurchgeführt. Durch mikrobiologische Abbauprozesse wird in einem Zeitraum von bis zu 12 Monaten Wärme frei, mit der Warmwasser erzeugt werden kann, welches u. a. direkt zur Heizung verwendet werden kann. Durch ausreichende Sauerstoffzufuhr wird die eingesetzte Biomasse im Rahmen einer aeroben Verwesung abgebaut. Nach der Nutzungsdauer ist aus den Holzabfällen wertvoller Kompost entstanden.
Die Methode wurde von dem französischen Forstwirt Jean Pain in den 1970er Jahren entwickelt. Heute werden Biomeiler als kleine Anlagen zur lokalen Nahwärmeversorgung genutzt. Lokal anfallende Abfälle (Waldabfälle, Strauchschnitt, feuchtgewordene – zum Verbrennen minderwertige – Hackschnitzel, Misthaufen) können so energetisch genutzt werden.
Bei Zuleitungsrohren und -schläuchen und Leitungen von und zu Umwälz-Wasserpumpen sollte der Durchmesser möglichst groß gewählt werden. Der Volumendurchfluss ist nämlich (aufgrund des Gesetzes von Hagen-Poiseuille) von der vierten Potenz des Radius abhängig. So würde beispielsweise eine Verringerung des Rohrdurchmessers auf die Hälfte den Strömungswiderstand auf das 16fache erhöhen oder eine Erweiterung des Rohrdurchmessers auf das Dreifache (eineinhalb Zoll statt Halbzoll) den Volumendurchfluss um das 81fache verbessern. Eine Vergrößerung des Rohrdurchmessers kann daher die Pumpleistung einer Pumpe erhöhen (mit dem Effekt größerer Pumphöhe oder mehr Durchfluss), wodurch schwächere Pumpen gewählt werden können, was die Energiekosten erheblich reduziert.